# Ebersbach-Neugersdorf

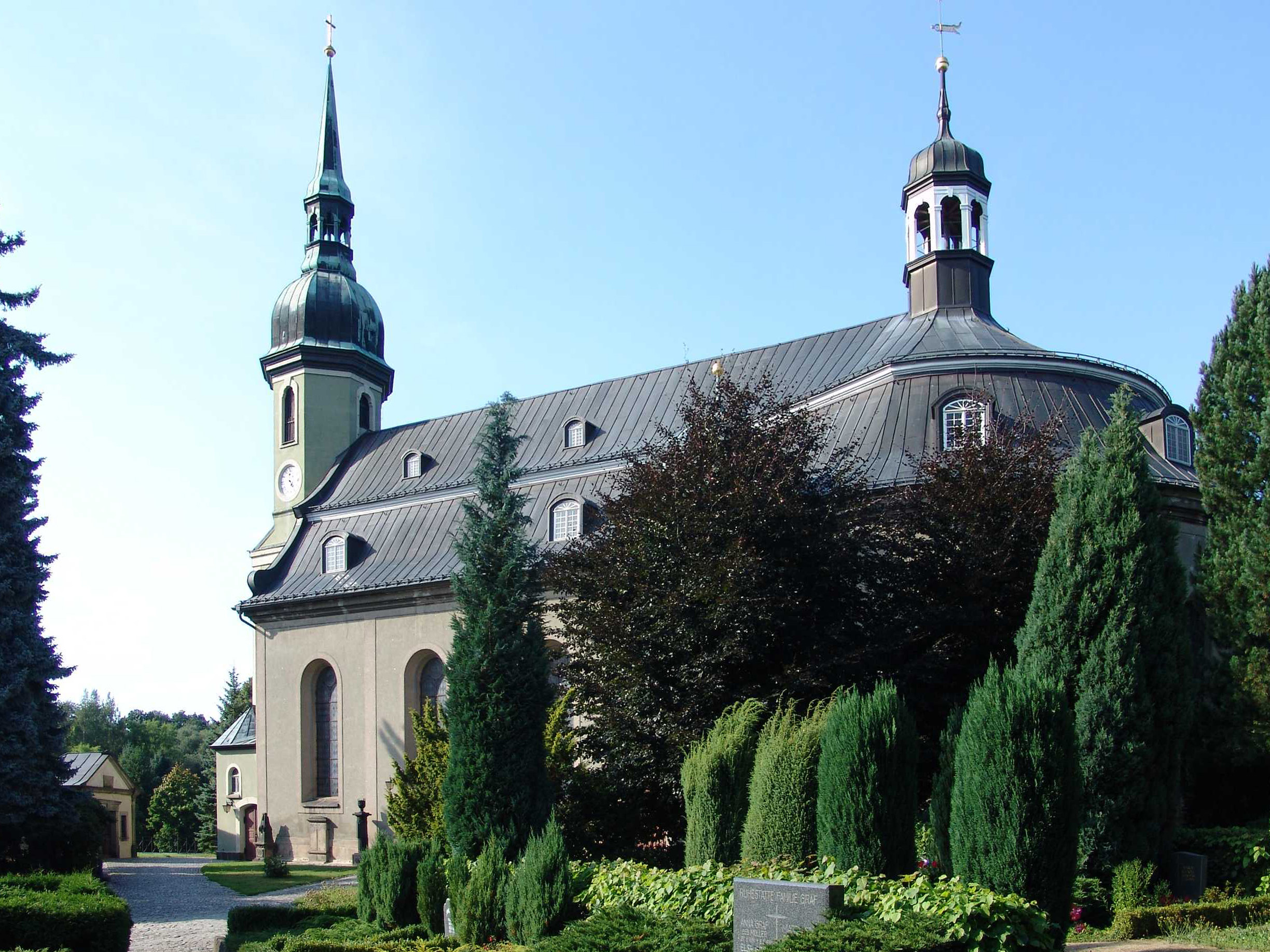
Barockkirche im Ortsteil Ebersbach

Ebersbach-Neugersdorf (oberlausitzisch: Aberschbuch-Gierschdurf) ist eine Kleinstadt in Sachsen, die zum 1. Januar 2011 aus der Fusion der benachbarten Städte Ebersbach/Sa. und Neugersdorf entstand. Ein Zusammenschluss der beiden Gemeinden, die 1306 erstmals urkundlich erwähnt und jeweils 1925 und 1924 das Stadtrecht erhielten, war bereits 1925 angestrebt, jedoch nicht verwirklicht worden.
Die im Lausitzer Bergland in der südlichen Oberlausitz an der Grenze zur Tschechischen Republik gelegene Stadt ist mit rund 11.000 Einwohnern nach Görlitz, Zittau, Weißwasser und Löbau die fünftgrößte Stadt im Landkreis Görlitz. Im 20,42 Quadratkilometer großen Gemeindegebiet liegen zwei der drei Spreequellen, die der Stadt den Beinamen Spreequellstadt einbrachten.

## Geografie

### Geografische Lage
Die Stadt liegt auf halber Distanz zwischen Bautzen und Zittau entlang der deutsch-tschechischen Grenze im Lausitzer Bergland. Während die Ebersbacher Innenstadt bei 365 m ü. NN liegt, befinden sich die höchsten Punkte auf dem Hutungsberg (474 m) und dem Schlechteberg (485 m).

### Nachbargemeinden
Nachbargemeinden sind die Stadt Neusalza-Spremberg im Nordwesten, Kottmar im Norden und Nordosten, Leutersdorf im Südosten und die Stadt Seifhennersdorf im Süden. Auf tschechischer Seite grenzen die Städte Jiříkov (Georgswalde) im Westen und Rumburk (Rumburg) im Südwesten an Ebersbach-Neugersdorf.

### Stadtgliederung
Ebersbach-Neugersdorf besteht aus den beiden Stadtteilen Ebersbach/Sa. und Neugersdorf und unterteilt sich in weitere Ortsteile, u. a. in Oberland, Haine, Spreedorf, Neue Sorge und Hempel.

## Geschichte
Die beiden namensgebenden Orte wurden urkundlich erstmals im Mai 1306 erwähnt. Die Lage an der Grenze begünstigte ab dem 17. Jahrhundert den Zuzug böhmischer Exulanten, die beiden Orten ein Bevölkerungswachstum einbrachten. Bereits früh war die Leinenweberei eine wichtige Einnahmequelle und entwickelte sich im 19. Jahrhundert zu einer florierenden Textilindustrie. Der Bedarf an Arbeitskräften sicherte ein weiteres Wachstum, so dass Neugersdorf am 15. Dezember 1924 und Ebersbach am 5. September 1925 das Stadtrecht erhielten.
Am 4. November 2010 unterzeichneten die Bürgermeisterin von Neugersdorf (Verena Hergenröder) und der Bürgermeister von Ebersbach/Sa. (Bernd Noack) die Vereinbarung über die Vereinigung der Städte Ebersbach/Sa. und Neugersdorf zur neuen Spreequellstadt Ebersbach-Neugersdorf zum 1. Januar 2011. Am 26. März 2012 stimmte der Stadtrat über die Annahme eines neugeschaffenen Wappens ab, das die Wappentiere der beiden heutigen Ortsteile, den Eber und den Kranich enthält. Das Wappen entstand nach einem Wettbewerb, zu dem 70 Vorschläge von 58 Bürgern eingereicht wurden.

### Einwohnerentwicklung
| Jahr | Einwohner                                                |
| 1777 | 49 besessene Mann, 29 Gärtner, 515 Häusler, 21 Wüstungen |
| 1834 | 5622                                                     |
| 1871 | 7049                                                     |
| 1890 | 7833                                                     |
| 1910 | 9585                                                     |
| 1925 | 9419                                                     |
| 1939 | 9560                                                     |
| 1946 | 11.315                                                   |
| 1950 | 11.789                                                   |
| 1964 | 11.312                                                   |
| 1971 | 11.340                                                   |
| 1981 | 12.153                                                   |
| 1990 | 12.669                                                   |
| 2000 | 10.382                                                   |
| 2007 | 8451                                                     |

| Jahr | Einwohner                                               |
| 1777 | 4 besessene Mann, 32 Gärtner, 207 Häusler, 11 Wüstungen |
| 1834 | 2325                                                    |
| 1871 | 3562                                                    |
| 1890 | 4972                                                    |
| 1910 | 11.595                                                  |
| 1925 | 11.165                                                  |
| 1939 | 11.026                                                  |
| 1946 | 12.526                                                  |
| 1950 | 13.313                                                  |
| 1964 | 11.970                                                  |
| 1971 | …                                                       |
| 1981 | …                                                       |
| 1990 | 7725                                                    |
| 2000 | 6660                                                    |
| 2007 | 6163                                                    |

| Jahr | Einwohner |
| 2010 | 13.817    |
| 2011 | 13.662    |
| 2012 | 13.272    |
| 2013 | 12.951    |
| 2014 | 12.713    |
| 2018 | 12.033    |
| 2019 | 11.881    |
| 2020 | 11.715    |
| 2021 | 11.705    |
| 2022 | 11.535    |
| 2023 | 11.448    |
| 2024 | 11.301    |

## Politik

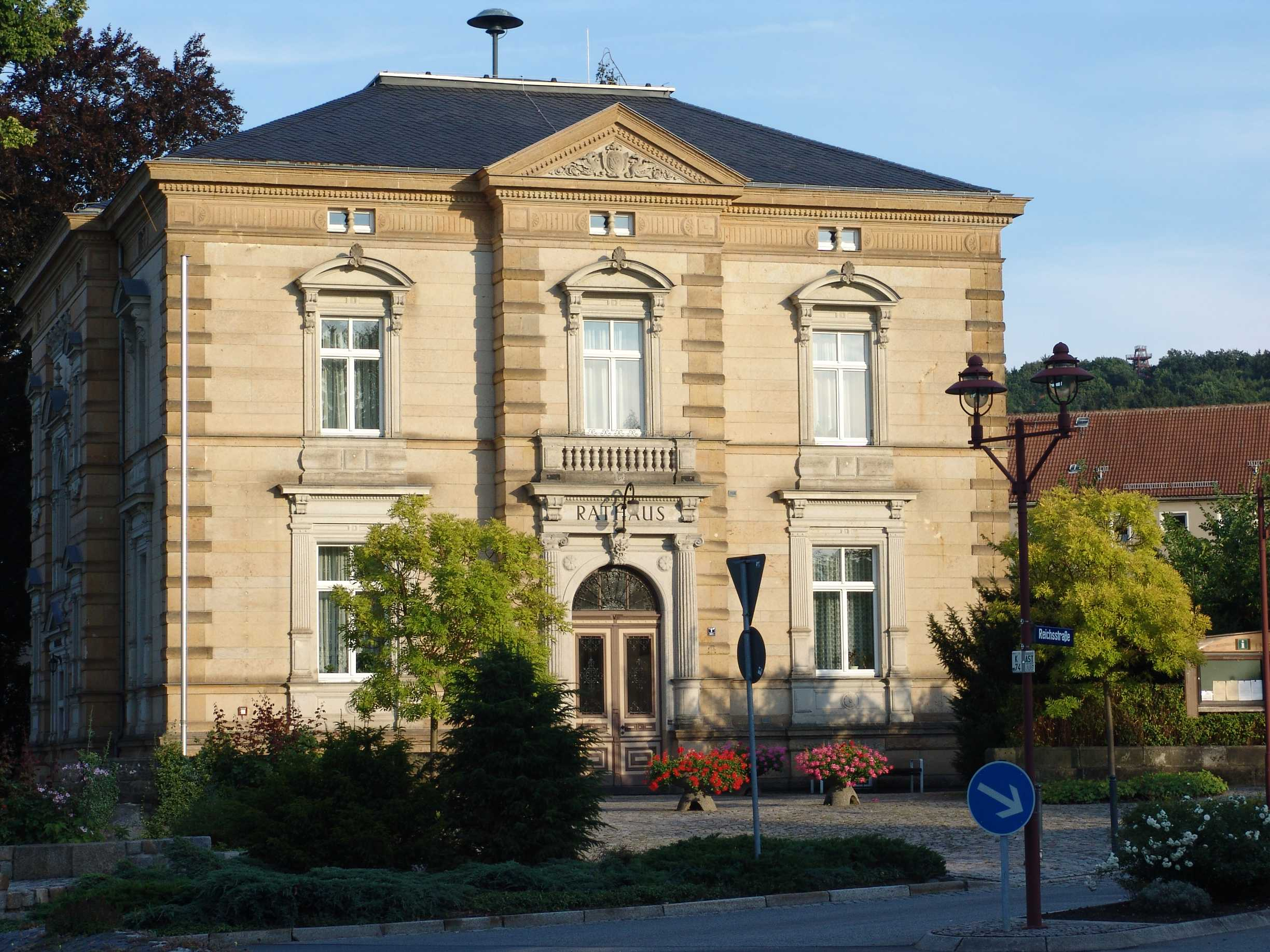
Rathaus im OT Ebersbach

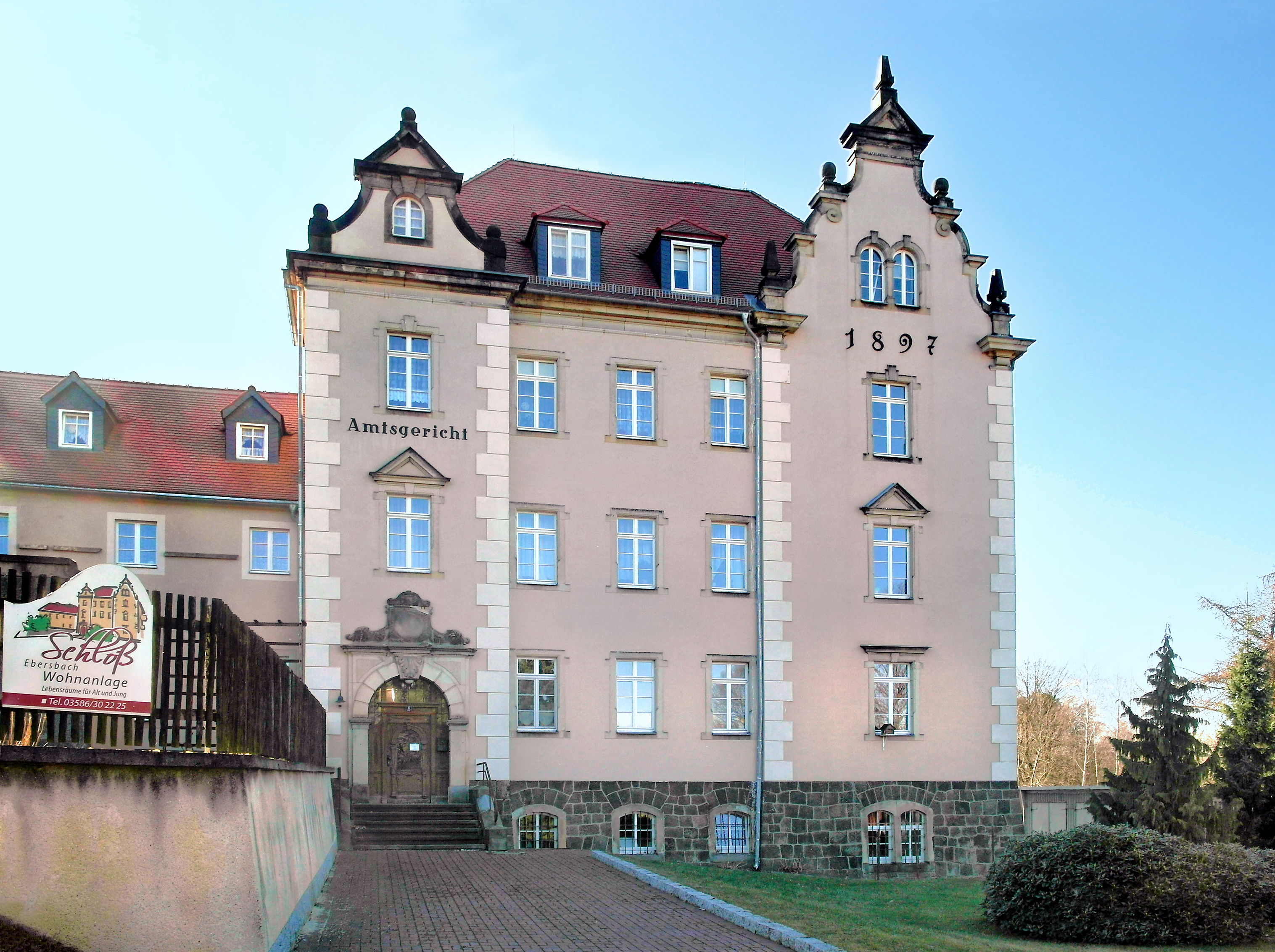
Ebersbach/Sa.: ehemaliges Amtsgericht

### Stadtrat
Seit der Stadtratswahl am 9. Juni 2024 verteilen sich die 21 Sitze des Stadtrates folgendermaßen auf die einzelnen Gruppierungen:
- AfD: 7 Sitze (ein Sitz bleibt mangels Bewerber unbesetzt)
- Freie Wählergemeinschaft: 6 Sitze
- CDU: 4 Sitze
- FDP: 2 Sitze
- Linke: 1 Sitz
- Grüne: 1 Sitz

| Stadtrat ab 2024Insgesamt 21 Sitze - Linke: 1 - Grüne: 1 - FWG: 6 - FDP: 2 - CDU: 4 - AfD: 7 Die AfD kann einen Sitz nicht besetzen. Der Stadtrat verkleinert sich entsprechend. | Liste                    | 2024   | 2024   | 2019   | 2019   | 2014   | 2014   |
| Stadtrat ab 2024Insgesamt 21 Sitze - Linke: 1 - Grüne: 1 - FWG: 6 - FDP: 2 - CDU: 4 - AfD: 7 Die AfD kann einen Sitz nicht besetzen. Der Stadtrat verkleinert sich entsprechend. | Liste                    | Sitze  | in %   | Sitze  | in %   | Sitze  | in %   |
| Stadtrat ab 2024Insgesamt 21 Sitze - Linke: 1 - Grüne: 1 - FWG: 6 - FDP: 2 - CDU: 4 - AfD: 7 Die AfD kann einen Sitz nicht besetzen. Der Stadtrat verkleinert sich entsprechend. | AfD                      | 7      | 36,1   | 1      | 24,4   | –      | –      |
| Stadtrat ab 2024Insgesamt 21 Sitze - Linke: 1 - Grüne: 1 - FWG: 6 - FDP: 2 - CDU: 4 - AfD: 7 Die AfD kann einen Sitz nicht besetzen. Der Stadtrat verkleinert sich entsprechend. | Freie Wählergemeinschaft | 6      | 25,4   | 7      | 28,7   | 7      | 32,7   |
| Stadtrat ab 2024Insgesamt 21 Sitze - Linke: 1 - Grüne: 1 - FWG: 6 - FDP: 2 - CDU: 4 - AfD: 7 Die AfD kann einen Sitz nicht besetzen. Der Stadtrat verkleinert sich entsprechend. | CDU                      | 4      | 17,4   | 4      | 17,4   | 8      | 33,1   |
| Stadtrat ab 2024Insgesamt 21 Sitze - Linke: 1 - Grüne: 1 - FWG: 6 - FDP: 2 - CDU: 4 - AfD: 7 Die AfD kann einen Sitz nicht besetzen. Der Stadtrat verkleinert sich entsprechend. | FDP                      | 2      | 10,6   | 3      | 12,7   | 2      | 8,9    |
| Stadtrat ab 2024Insgesamt 21 Sitze - Linke: 1 - Grüne: 1 - FWG: 6 - FDP: 2 - CDU: 4 - AfD: 7 Die AfD kann einen Sitz nicht besetzen. Der Stadtrat verkleinert sich entsprechend. | Linke                    | 1      | 5,9    | 2      | 10,4   | 4      | 18,2   |
| Stadtrat ab 2024Insgesamt 21 Sitze - Linke: 1 - Grüne: 1 - FWG: 6 - FDP: 2 - CDU: 4 - AfD: 7 Die AfD kann einen Sitz nicht besetzen. Der Stadtrat verkleinert sich entsprechend. | Grüne                    | 1      | 4,5    | 1      | 6,4    | 1      | 7,1    |
| Stadtrat ab 2024Insgesamt 21 Sitze - Linke: 1 - Grüne: 1 - FWG: 6 - FDP: 2 - CDU: 4 - AfD: 7 Die AfD kann einen Sitz nicht besetzen. Der Stadtrat verkleinert sich entsprechend. | Wahlbeteiligung          | 63,7 % | 63,7 % | 57,0 % | 57,0 % | 46,6 % | 46,6 % |

### Bürgermeister
Bürgermeister der Stadt Ebersbach-Neugersdorf ist Steffen Ain (parteilos) mit Amtsantritt zum 1. Januar 2025.
Seine Vorgängerin Verena Hergenröder (parteilos) war bis zum 30. September 2024 im Amt.
Bei den Bürgermeisterwahlen am 22. September 2024 setzte sich Steffen Ain im zweiten Wahlgang mit 81 % gegen Mario Kumpf durch.
| Wahl        | Bürgermeister            | Vorschlag   | Wahlergebnis (in %) |
| ----------- | ------------------------ | ----------- | ------------------- |
| 2024        | Steffen Ain              | Ain         | 81,0                |
| 2018        | Verena Maria Hergenröder | Hergenröder | 63,3                |
| 2011        | Verena Maria Hergenröder | Hergenröder | 52,7                |
| Neugründung |                          |             |                     |

### Städtepartnerschaften
Die Stadt übernahm die Partnerschaften ihrer Vorgänger. Dies sind im Einzelnen die französische Gemeinde Bourg-lès-Valence, die Stadt Ebersbach an der Fils in Baden-Württemberg, die Gemeinde Gründau in Hessen, die tschechische Nachbarstadt Jiříkov (Georgswalde) und die polnische Stadt Krapkowice (Krappitz).
Des Weiteren ist Ebersbach-Neugersdorf unter Bürgermeister Steffen Ain seit dem 4. November 2011 Mitglied des kommunalen grenzüberschreitenden deutsch-tschechischen Verbundes Fünfgemeinde. Dieser Verbund wurde im Interesse einer engen Zusammenarbeit zwischen den Kommunen und ihren Bürgern in der Grenzregion Südliche Oberlausitz/Schluckenauer Zipfel am 19. Oktober 2000 in Schluckenau ins Leben gerufen.

## Infrastruktur

### Öffentlicher Personennahverkehr
Anders als in Zittau und Löbau existiert in Ebersbach-Neugersdorf kein Stadtverkehr. Teilweise erfüllt die PlusBus-Linie 50 eine solche Erschließungsfunktion durch eine Direktverbindung vom Ebersbacher Krankenhaus bis zum Neugersdorfer Marktplatz. Der Ort ist an den durch die Kraftverkehrsgesellschaft Dreiländereck betriebenen Regionalverkehr mit folgenden Buslinien angeschlossen:
- Bus 19: Zittau – Oderwitz – Ebersbach
- PlusBus 30: Löbau – Kottmarsdorf – Neugersdorf (– Seifhennersdorf)
- Bus 33: Löbau – Dürrhennersdorf – Schönbach – Ebersbach
- Bus 36: Löbau – Eibau – Neugersdorf
- Bus 38: Ebersbach – Neugersdorf – Leutersdorf – Großschönau
- PlusBus 50: Löbau – Oppach – Ebersbach – Neugersdorf
- die Sonderlinien S36, S37 und S38

### Schienenverkehr

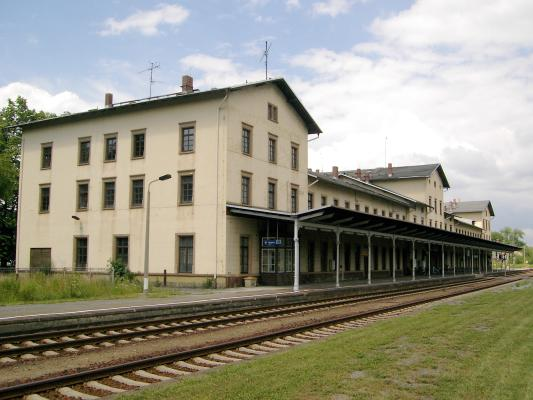
Bahnhof Ebersbach (Sachs)

Durch Ebersbach-Neugersdorf verläuft die in der Relation Dresden – Bischofswerda – Zittau (– Liberec) befahrene Bahnstrecke Oberoderwitz–Wilthen der Süd-Lausitzer Bahn. Im Stadtteil Ebersbach befindet sich ein Bahnhof, zudem gibt es im Stadtteil Neugersdorf einen Haltepunkt. An beiden Ebersbach-Neugersdorfer Bahnhöfen halten sowohl die Züge der Trilex-Express-Linie TLX2 (Dresden – Zittau (– Liberec)) als auch die Regionalbahnen des Trilex TL61 (Dresden – Zittau). Auf der Nordseite des Bahnhofs Ebersbach zweigt die nicht fahrplanmäßig befahrene Bahnstrecke Ebersbach–Löbau ab und auf der Südseite, Richtung Haltepunkt Neugersdorf, die Bahnstrecke Bakov nad Jizerou–Ebersbach nach Rumburk in Tschechien.

### Straßenverkehr
Durch die Stadt verlaufen die Bundesstraße 96 und die Staatsstraße 148. Ebersbach-Neugersdorf hat keinen eigenen Autobahnanschluss. Die nächstgelegenen Autobahnanschlüsse zur A4 Aachen–Görlitz befinden sich in Weißenberg und Bautzen-Ost.

### Bildungseinrichtungen

#### Kindertageseinrichtungen
- Integrative Kindertagesstätte „Oberlandknirpse“, OT Ebersbach
- Kindertagesstätte „Knirpsenland“, OT Neugersdorf
- Integrative Kindertagesstätte „Spreequellspatzen“, OT Neugersdorf
- Kindertagesstätte „Knirpsenvilla“, OT Ebersbach
- Integratives Johanniter-Kinderhaus „Oberland“, OT Ebersbach
- Bewegungskindergarten „Hüpfburg“ (private Einrichtung), OT Neugersdorf

#### Schulen
- Jahn-Grundschule, OT Ebersbach
- Fichte-Grundschule, OT Neugersdorf
- Andert-Oberschule, OT Ebersbach
- Förderzentrum Oberland, OT Ebersbach
- SCHKOLA Oberland, OT Ebersbach

### Medien

#### Fernsehen
In Ebersbach-Neugersdorf wird das lokale Fernsehprogramm Spree-TV produziert.

#### Hörfunk
In Ebersbach-Neugersdorf können über UKW und Digitalradio DAB+ alle sechs Hörfunkprogramme des Mitteldeutschen Rundfunks empfangen werden, darunter die für die Region Bautzen lokalisierte Ausgabe von MDR 1 Radio Sachsen. Ebenfalls regionale Fenster sendet Radio Lausitz aus dem Sachsen-Funkpaket.

#### Zeitungen
In Ebersbach-Neugersdorf erscheint die Löbauer Lokalausgabe der Sächsischen Zeitung, die eine für die Region Ebersbach-Neugersdorf eingerichtete Lokalseite Oberland enthält. Die Seite wird in einer Lokalredaktion im Stadtteil Ebersbach produziert. Weiterhin erscheinen mit dem Oberlausitzer Kurier und dem Wochenkurier zwei wöchentliche Anzeigenblätter. Zusätzlich erscheint einmal im Monat der Spreequellbote.

## Wirtschaft
Ebersbach-Neugersdorf ist Sitz folgender, überregional agierender Unternehmen:
- Klinikum Oberlausitzer Bergland gGmbH Standort Ebersbach mit Innerer Medizin (inkl. Herzkatheterlabor), Chirurgie, Frauenheilkunde und Geburtshilfe sowie Anästhesie und Intensivmedizin
- bwin (früher betandwin), Sportwettenanbieter
- Linke Fruchtsäfte GmbH
- MBN Sachsen Maschinenbaubetriebe Neugersdorf, u. a. Fertigungen für Volkswagen
- OKA Büromöbel
- EAB Neugersdorf GmbH

## Kulturdenkmale und Sehenswürdigkeiten

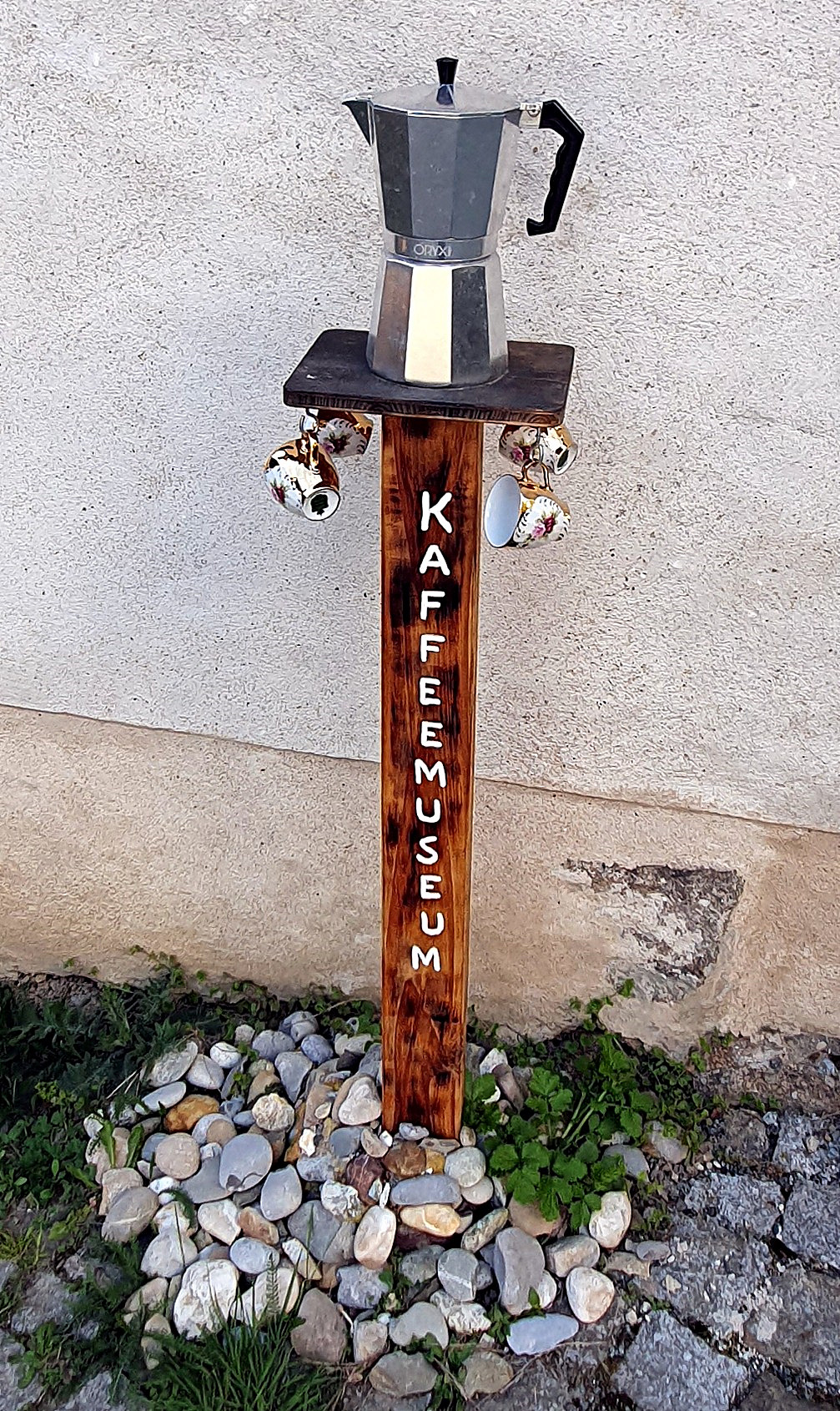
Kaffeemuseum im OT Ebersbach

Ebersbach-Neugersdorf gilt mit mehr als 700 Umgebindehäusern als die Stadt mit den meisten erhaltenen Bauten dieser Art in der Oberlausitz. Neben der hohen Anzahl an Umgebindehäusern in beiden Stadtteilen (von denen ein Großteil unter Denkmalschutz steht) gibt es noch weitere Sehenswürdigkeiten in der Stadt zu entdecken, dazu zählen:
- die Alte Mangel, ein 1782 erbautes, historisches Faktorenhaus, OT Ebersbach[18]
- das Kaffeemuseum im Vierseithof am Oberen Kirchweg 26, OT Ebersbach[19]
- zwei der drei Spreequellen, der Spreeborn im OT Ebersbach und die ertragreichste Spreequelle am Volksbad im OT Neugersdorf[20]
- der Bismarckturm und Eiskeller auf dem 474 m hohen Hutungsberg, OT Neugersdorf
- das Feuerwehrmuseum in der Bahnhofstraße[21]
- das Viadukt Ebersbach über das Spreetal der Bahnstrecke Ebersbach–Löbau
- die Stadtbibliothek im OT Ebersbach mit originaler Umgebindehaus-Blockstube

### Naturschutz
- Siehe auch: Liste der Naturdenkmale in Ebersbach-Neugersdorf

## Söhne und Töchter der Stadt
- Erwin Buder (1885–1915), Turner
- Paul Sinkwitz (1899–1981), Grafiker
- Erwin Marschner (1931–1998), Maler
- Rolf Jobst (1951–2020), Ruderer
- Jürgen Krüger (* 1954), Schwimmer
- Michael Hennig (* 1955), Gewichtheber
- Uwe Daßler (* 1967), Schwimmer
- Julia Preussger (* 1994), Skilangläuferin